# Punga Mare
Punga Mare, la mer de Punga en français, est une mer de Titan, satellite naturel de Saturne.

## Caractéristiques
Punga Mare est située près du pôle Nord de Titan, centré sur 85,1° de latitude nord et 339,7 de longitude, et mesure 380 km dans sa plus grande longueur. Découverte sur des images prises par la sonde Cassini en 2007, Punga Mare fait partie des nombreux lacs qui parsèment la région septentrionale de Titan.

## Observation
Punga Mare a été découverte par les images transmises par la sonde Cassini en 2007. Elle a reçu le nom de Punga, un être surnaturel de la mythologie maorie.